# Aubusson (quận)
Quận Aubusson là một quận của Pháp, nằm ở tỉnh Creuse, trong vùng Nouvelle-Aquitaine. Quận này có 12 tổng và 118 xã.

## Các đơn vị hành chính

### Các tổng
Các tổng của quận Aubusson là: 
1. Aubusson
2. Auzances
3. Bellegarde-en-Marche
4. Chambon-sur-Voueize
5. Chénérailles
6. La Courtine
7. Crocq
8. Évaux-les-Bains
9. Felletin
10. Gentioux-Pigerolles
11. Royère-de-Vassivière
12. Saint-Sulpice-les-Champs

### Các xã
Các xã của quận Aubusson, và mã INSEE là: 
| 1. Alleyrat (23003)                   | 2. Arfeuille-Châtain (23005)           | 3. Ars (23007)                        | 4. Aubusson (23008)                    |
| 5. Auge (23009)                       | 6. Auzances (23013)                    | 7. Banize (23016)                     | 8. Basville (23017)                    |
| 9. Beissat (23019)                    | 10. Bellegarde-en-Marche (23020)       | 11. Blessac (23024)                   | 12. Bosroger (23028)                   |
| 13. Brousse (23034)                   | 14. Budelière (23035)                  | 15. Bussière-Nouvelle (23037)         | 16. Chamberaud (23043)                 |
| 17. Chambon-sur-Voueize (23045)       | 18. Chambonchard (23046)               | 19. Champagnat (23048)                | 20. Chard (23053)                      |
| 21. Charron (23054)                   | 22. Chavanat (23060)                   | 23. Châtelard (23055)                 | 24. Chénérailles (23061)               |
| 25. Clairavaux (23063)                | 26. Crocq (23069)                      | 27. Croze (23071)                     | 28. Dontreix (23073)                   |
| 29. Faux-la-Montagne (23077)          | 30. Felletin (23079)                   | 31. Flayat (23081)                    | 32. Fontanières (23083)                |
| 33. Fransèches (23086)                | 34. Féniers (23080)                    | 35. Gentioux-Pigerolles (23090)       | 36. Gioux (23091)                      |
| 37. Issoudun-Létrieix (23097)         | 38. La Chaussade (23059)               | 39. La Courtine (23067)               | 40. La Mazière-aux-Bons-Hommes (23129) |
| 41. La Nouaille (23144)               | 42. La Serre-Bussière-Vieille (23172)  | 43. La Villedieu (23264)              | 44. La Villeneuve (23265)              |
| 45. La Villetelle (23266)             | 46. Lavaveix-les-Mines (23105)         | 47. Le Chauchet (23058)               | 48. Le Compas (23066)                  |
| 49. Le Donzeil (23074)                | 50. Le Mas-d'Artige (23125)            | 51. Le Monteil-au-Vicomte (23134)     | 52. Les Mars (23123)                   |
| 53. Lioux-les-Monges (23110)          | 54. Lupersat (23113)                   | 55. Lussat (23114)                    | 56. Lépaud (23106)                     |
| 57. Magnat-l'Étrange (23115)          | 58. Mainsat (23116)                    | 59. Malleret (23119)                  | 60. Mautes (23127)                     |
| 61. Moutier-Rozeille (23140)          | 62. Mérinchal (23131)                  | 63. Nouhant (23145)                   | 64. Néoux (23142)                      |
| 65. Peyrat-la-Nonière (23151)         | 66. Pontcharraud (23156)               | 67. Poussanges (23158)                | 68. Puy-Malsignat (23159)              |
| 69. Reterre (23160)                   | 70. Rougnat (23164)                    | 71. Royère-de-Vassivière (23165)      | 72. Saint-Agnant-près-Crocq (23178)    |
| 73. Saint-Alpinien (23179)            | 74. Saint-Amand (23180)                | 75. Saint-Avit-de-Tardes (23182)      | 76. Saint-Avit-le-Pauvre (23183)       |
| 77. Saint-Bard (23184)                | 78. Saint-Chabrais (23185)             | 79. Saint-Dizier-la-Tour (23187)      | 80. Saint-Domet (23190)                |
| 81. Saint-Frion (23196)               | 82. Saint-Georges-Nigremont (23198)    | 83. Saint-Julien-la-Genête (23203)    | 84. Saint-Julien-le-Châtel (23204)     |
| 85. Saint-Junien-la-Bregère (23205)   | 86. Saint-Loup (23209)                 | 87. Saint-Maixant (23210)             | 88. Saint-Marc-à-Frongier (23211)      |
| 89. Saint-Marc-à-Loubaud (23212)      | 90. Saint-Martial-le-Mont (23214)      | 91. Saint-Martial-le-Vieux (23215)    | 92. Saint-Martin-Château (23216)       |
| 93. Saint-Maurice-près-Crocq (23218)  | 94. Saint-Merd-la-Breuille (23221)     | 95. Saint-Michel-de-Veisse (23222)    | 96. Saint-Moreil (23223)               |
| 97. Saint-Médard-la-Rochette (23220)  | 98. Saint-Oradoux-de-Chirouze (23224)  | 99. Saint-Oradoux-près-Crocq (23225)  | 100. Saint-Pardoux-Morterolles (23227) |
| 101. Saint-Pardoux-d'Arnet (23226)    | 102. Saint-Pardoux-le-Neuf (23228)     | 103. Saint-Pardoux-les-Cards (23229)  | 104. Saint-Pierre-Bellevue (23232)     |
| 105. Saint-Priest (23234)             | 106. Saint-Quentin-la-Chabanne (23238) | 107. Saint-Silvain-Bellegarde (23241) | 108. Saint-Sulpice-les-Champs (23246)  |
| 109. Saint-Yrieix-la-Montagne (23249) | 110. Sainte-Feyre-la-Montagne (23194)  | 111. Sannat (23167)                   | 112. Sermur (23171)                    |
| 113. Sous-Parsat (23175)              | 114. Tardes (23251)                    | 115. Vallière (23257)                 | 116. Verneiges (23259)                 |
| 117. Viersat (23261)                  | 118. Évaux-les-Bains (23076)           |                                       |                                        |